# Herman Bavinck

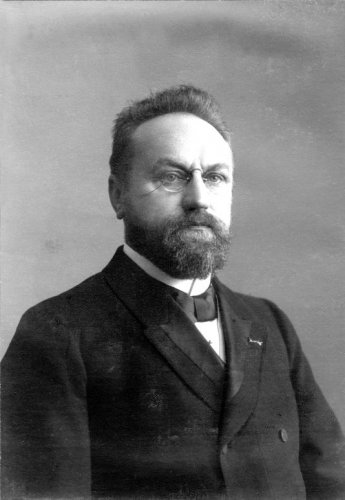
Herman Bavinck

Herman Bavinck (* 13. Dezember 1854 in Hoogeveen; † 29. Juli 1921 in Amsterdam) war ein niederländischer reformierter Theologe, Professor der Dogmatik, Autor, Politiker und Parlamentarier.

## Leben
Als Sohn des reformierten Pastors Jan Bavinck (1826–1909) wuchs er mit seinem Bruder Coenraad Bernardus Bavinck in einem religiösen Umfeld auf. Nachdem Herman Bavinck das Gymnasium in Zwolle 1873 abgeschlossen hatte, ging er auf Wunsch seines Vaters zuerst an die Theologische Schule in Kampen und setzte 1874 sein Studium in Leiden fort. Mit seiner Arbeit Die Ethik von Zwingli wurde er 1880 mit cum laude zum Doktor der Theologie ernannt. 1881 bis 1882 war er Pfarrer einer reformierten Kirche in Franeker.
1882 begann er in Kampen an der Theologischen Schule zu dozieren. 1902 erfolgte die Ernennung zum Professor der Dogmatik und Dogmengeschichte an der Freien Universität in Amsterdam als Nachfolger von Abraham Kuyper.

## Familie
Am 2. Juli 1891 heiratete Bavinck Johanna Adriana Schippers (1868–1942). Aus dieser Verbindung ging eine Tochter hervor.

## Wirken
Der Höhepunkt seines Schaffens und seiner geistlichen Arbeit begann bereits einige Jahre vor Bavincks Ernennung zum Professor. Im Jahr 1895 wurde die erste Auflage seiner Christlichen Dogmatik (im Original Gereformeerde Dogmatiek) veröffentlicht. Diese Ausgabe erlebte während seines Lebens vier Revisionen; die vierte und damit letzte Auflage wurde 1911 veröffentlicht. Dieses Werk, das sein Hauptwerk blieb, ist im Grunde die klassische Zusammenfassung des modernen calvinistischen Glaubens. Es wurde auf Niederländisch verfasst und wird zurzeit ins Deutsche übersetzt.
Seine Rede De katholiciteit van christendom en kerk (deutsch: Die Katholizität der Christenheit und der Kirche), gehalten am 18. Dezember 1888 in der Theologischen Schule, Kampen, wurde ebenfalls sehr bekannt. Darin leitet er den Auftrag an die Kirche, Kirche zu sein, biblisch her und analysiert, wie dieser Auftrag in der Vergangenheit bewahrt wurde und welche Pflichten sich daraus für die moderne Kirche ableiten.
Herman Bavinck gilt neben Abraham Kuyper als der bedeutendste Vertreter des Neo-Calvinismus, des modernen Calvinismus. Er bemühte sich darüber hinaus stets zu vermitteln, wie wichtig und elementar die Kirche für die moderne Gesellschaft und deren Kultur ist. Nicht zuletzt deshalb pflegte Bavinck viele Kontakte zu Andersdenkenden, sowohl in seiner Partei als auch innerhalb der Kirche. Bavinck pflegte eine Freundschaft zu dem Islamkenner und Spezialisten für semitische Sprachen Christiaan Snouck Hurgronje. 1911 zog er als Vertreter der Anti-Revolutionären Partei in die Erste Kammer des Parlaments ein.
Neben seiner Dogmatik verfasste Herman Bavinck Schriften zu pädagogischen Fragen und zu politischen Themen.

## The Bavinck Institute
Zu Ehren von Bavinck und seinen theologischen Verdiensten wurde The Bavinck Institute am Calvin Theological Seminary im US-amerikanischen Grand Rapids eingerichtet. Bavinck, sein Neffe Johan Herman Bavinck (1895–1964), Missionar in Indonesien und Missiologe, Abraham Kuyper, Willem Geesink und B. B. Warfield gelten dort als Vorbilder in Forschung und Lehre.

## Schriften (Auswahl)
- Christliche Weltanschauung. 1907 (Neu hrsg. von Thomas K. Johnson. Verlag für Kultur und Wissenschaft, Bonn 2007).
- Philosophie der Offenbarung. Vorlesungen (Stone-lectures) für das Jahr 1908 gehalten in Princeton N.J. Winter, Heidelberg 1909.
- The doctrine of God. Edinburgh [u. a.] : Banner of Truth Trust, 1977.
- Reformed dogmatics. Baker Academic cop., Grand Rapids, Mich. 2003ff (bisher vier Bände).
- Reformed dogmatics – abridged in one volume. Baker Academic cop., Grand Rapids, Mich. 2011.